# Почётный гражданин Краснодона
Почётный гражданин Краснодона — звание присваиваемое достойнейшим людям Краснодона, района или других городов и регионов, активно проявивших себя в общественной, политической и культурной жизни города Краснодона.
Звание учреждено в 1964 году..
На основании  Распоряжения  Администрации города Краснодона и Краснодонского района Луганской Народной Республики (марионеточное образование под контролем Российской Федерации в настоящее время оккупирован РФ) от 24 апреля 2017 года г. Краснодон № 563 – Об утверждении Положения о присвоении звания «Почётный гражданин Краснодонщины»,  начиная  с 24 апреля 2017 г. на территории Краснодона и Краснодонского района вводится  новая трактовка  почётного звания .

## Список почётных граждан Краснодона
1. Ангеловский, Анатолий Иванович (род. 1941) —  главный механик ПО «Краснодонуголь».  Почётное звание присвоено в  2009 году[2].
2. Аптекарь, Михаил Давыдович (род. 1937) — кандидат химических наук. Почётное звание присвоено в  1997 году[3].
3. Бунин, Николай Ефимович (1924–1968) — Заслуженный строитель Украинской ССР. Почётное звание присвоено в 1964 году[4].
4. Гринь, Николай Александрович (род. 1944) — известный производственник ПО «Краснодонуголь». Почётное звание присвоено в 2011 году[5].
5. Дерский, Юрий Яковлевич (род. 1962) —  композитор, Заслуженный деятель искусств Украины (1998). Почётное звание присвоено в 2016 году[6].
6. Ерохина, Людмила Андреевна (1921–2001)  — партийный и общественный деятель, ветеран войны, орденоносец [7].
7. Коротеев, Николай Иванович (1932–2001) — бригадир проходчиков, Герой Социалистического Труда (1982). Почётное звание присвоено в 1985 году[8].
8. Кошевая, Елена Николаевна (1909–1987) — советский общественный деятель, орденоносец.  Почётное звание присвоено в 1979 году[9].
9. Крутовской, Яков Харитонович (1912–1985) — советский партийный деятель, орденоносец. Почётное звание присвоено в 1982 году[10].
10. Курис, Юрий Самойлович (26.01.1937-04.12.2018) —  советский партийный и государственный деятель, орденоносец. Почётное звание присвоено в 1997 году[11].
11. Лазоренко, Анна Фёдоровна (1938–1990) — бригадир строителей ЖСУ №2 Краснодона. Почётное звание присвоено в 1987 году[12].
12. Левашова, Валентина Михайловна (1923–2008) — главный врач Краснодонской туберкулезной больницы. Почётное звание присвоено в 1987 году[13].
13. Макарова, Инна Владимировна (1928–2020) —  Народная артистка СССР. Почётное звание присвоено в 2013 году [14].
14. Макарцов Александр Павлович (1936–2008) — бригадир коллектива шахтёров. Герой Социалистического Труда[15].
15. Мальцев Александр Григорьевич (род. 1948) — инженер-строитель, партийный деятель. Почётное звание присвоено в 1985 году [16].
16. Мамай, Николай Яковлевич (1926–1989) — шахтёр–стахановец, Герой Социалистического труда. Почётное звание присвоено в 1964 году[17].
17. Мартыненко, Николай Васильевич (род. 1953) — Заслуженный работник ветеринарной медицины Украины. Почётное звание присвоено в 2014 году[18].
18. Мельников, Владислав Ефимович (род. 1937) — партийный и государственный деятель. Почётное звание присвоено в  1987 году [19].
19. Миронов, Владимир Геннадиевич (1918–2007) — бригадир коллектива шахтёров. Почётное звание присвоено в 1984 году[20].
20. Никитенко, Анатолий Григорьевич (1949–2014) — Заслуженный работник культуры Украины. Почётное звание присвоено в 2000 году[21].
21. Панащатенко, Иван Иванович (1919–1994) — шахтёр–стахановец.  Почётное звание присвоено в  1964 году[22].
22. Пилипчук, Василий Андреевич (1940–1995) — ветеран труда, бригадир коллектива шахтёров. Почётное звание присвоено в  1985 году[23].
23. Попов, Алексей Андреевич (1897–1988) — шахтёр-стахановец, орденоносец.  Почётное звание присвоено в 1964 году[24].
24. Раренко, Алексей Спиридонович (1937–2015) — хирург, государственный деятель.  Почётное звание присвоено в 2010 году[25].
25. Руденко, Леонид Владимирович (1949)  — Заслуженный машиностроитель Украины.  Почётное звание присвоено в 1999 году[26].
26. Салтыков, Пётр Иванович (1890–1970) — Горный инженер; государственный и общественный деятель.  Почётное звание присвоено в 1964 году[27].
27. Сафонова, Серафима Карповна (1922–2005) — Заслуженный учитель Украины. Почётное звание присвоено в 1967 году [28].
28. Сулейманов, Владимир Михайлович (род. 1932)— главный хирург Краснодонской ЦГБ.  Почётное звание присвоено в 2016 году [29].
29. Тимошенко, Леонид Николаевич (род. 1950)  — Заслуженный работник культуры Украины (2006). Почётное звание присвоено в 2015 году [28].
30. Трухин, Валерий Сергеевич (1946–2006) —  начальник управления «Краснодонмежрайгаз». Почётное звание присвоено в 2003 году[30].
31. Углов, Эдуард Минеевич (род. 1935) — видный руководитель ПО «Краснодонуголь». Почётное звание присвоено в 1995 году [31].
32. Упеник, Николай Александрович (1914–1994) — советский поэт и публицист. Кавалер ордена Отечественной войны II степени[32].
33. Хмелевцов Владимир Владимирович (1945—2015) — кавалер знака «Шахтёрская слава» трёх степеней, Почётный гражданин Краснодона (2008)[33].
34. Шпырко, Юрий Петрович (1945–2014) — главный художник Краснодона. Почётное звание присвоено в 2005 году[34].
35. Якубович, Джульетта Антоновна (род.1935) — Народная артистка Украинской ССР (1978). Почётное звание присвоено в 1968 году[35].
36. Яночкин, Максим Максимович (род. 1932) — Главный врач  Краснодона. Почётное звание присвоено в 2002 году[36].